# Santa Caterina Villarmosa
Santa Caterina Villarmosa is een gemeente in de Italiaanse provincie Caltanissetta (regio Sicilië) en telt 5895 inwoners (31-12-2004). De oppervlakte bedraagt 75,1 km², de bevolkingsdichtheid is 78 inwoners per km².
De volgende frazioni maken deel uit van de gemeente: Turolifi.

## Demografie
Santa Caterina Villarmosa telt ongeveer 2430 huishoudens. Het aantal inwoners daalde in de periode 1991-2001 met 6,9% volgens cijfers uit de tienjaarlijkse volkstellingen van ISTAT.
| Jaar | Inwoneraantal |
| ---- | ------------- |
| 1991 | 6541          |
| 2001 | 6087          |

## Geografie
De gemeente ligt op ongeveer 650 m boven zeeniveau.
Santa Caterina Villarmosa grenst aan de volgende gemeenten: Alimena (PA), Caltanissetta, Enna (EN), Petralia Sottana (PA), Resuttano, Villarosa (EN).

## Geboren
- Ferdinando Fiandaca (1857-1941), bisschop van Nicosia, bisschop van Patti, titulair aartsbisschop
- Maurizio Randazzo (1964), schermer

Acquaviva Platani · Bompensiere · Butera · Caltanissetta · Campofranco · Delia · Gela · Marianopoli · Mazzarino · Milena · Montedoro · Mussomeli · Niscemi · Resuttano · Riesi · San Cataldo · Santa Caterina Villarmosa · Serradifalco · Sommatino · Sutera · Vallelunga Pratameno · Villalba
1. ↑  https://demo.istat.it/?l=it.